# Ricardo Allen Peña
Ricardo Allen Peña Gutiérrez (Limón Costa Rica, 15 de julio de 2004) es un futbolista costarricense que juega como pivote en el Colorado Rapids 2 de la MLS Next Pro.

## Trayectoria

### F. C. Desamparados
Estuvo en el F. C. Desamparados donde tuvo participación durante 37 partidos.

### F. C. Spartak Trnava
El 19 de julio de 2023, se oficializó su fichaje al F. C. Spartak Trnava en condición de préstamo por parte de F. C Desamparados por un año y con opción a compra. El 3 de agosto, Peña debutó con el equipo en la Liga Europa Conferencia de la UEFA contra el FK Auda, su ingreso al terreno de juego sucedió al minuto 76 por la victoria 4-1.

### Colorado Rapids 2
El 19 de febrero de 2024, se anunció su fichaje al Colorado Rapids 2 en condición de préstamo y con opción a compra. El 17 de marzo realizó su debut contra el St. Louis City SC 2, Peña ingresó al minuto 77 por la victoria 1-2.

## Selección nacional

### Categorías inferiores
Fue convocado por el técnico Vladimir Quesada para representar a la Selección sub-20 de Costa Rica en donde tendrá participación en el Campeonato Sub-20 de la Concacaf de 2022 en busca de un boleto a la Copa Mundial Sub-20 de 2023. En el primer encuentro, Ricardo Peña aparece en la alineación titular contra Jamaica, disputando los 90 minutos en el encuentro con empate 1-1. Dos días después, se enfrentan ante la modesta selección Antigua y Barbuda, Ricardo Peña volvió a tener minutos en el compromiso disputando los 90 minutos en la victoria para Costa Rica en el marcador 0-3. En el último partido de la fase de grupos, se enfrentaban ante el país anfitrión del torneo, la Selección de Honduras, Ricardo Peña nuevamente apareció como titular indiscutible, sumando su primera derrota contra los hondureños en el marcador 1-0, pero aun así logrando clasificar a octavos de final en la posición 2° con 4 puntos en la primera fase de grupos. En octavos de final, Costa Rica se enfrentaba contra Trinidad y Tobago, en esta ocasión, Ricardo Peña no apareció convocado en el partido, Costa Rica eliminaba a Trinidad y Tobago de octavos de final, imponiéndose con goleada en el marcador 4-1, logrando ser la primera selección en clasificar a cuartos de final. En cuartos de final se enfrentaban al vigente campeón de la categoría sub-20, la selección de Estados Unidos, Ricardo Peña apareció en la alineación titular contra los estadounidenses, finalizado el partido, Costa Rica cayó derrota contra Estados Unidos con el marcador 2-0. En el campeonato, Ricardo Peña demostró sus habilidades a su corta edad de 18 años, demostrando ser un jugador hábil, dejando con expectativas de su futuro de parte de los costarricenses, pero aun así, perdiendo la oportunidad de clasificar a la Copa Mundial Sub-20 de 2023.
El 29 de mayo de 2023, se oficializó la convocatoria del director técnico Douglas Sequeira para la nómina de los jugadores para representar a la selección de Costa Rica sub-23 en la competición del Torneo Maurice Revello de 2023, Peña fue parte de la nómina. Peña disputó como titular contra Venezuela en el juego inaugural por el empate 1-1, obteniendo la victoria por penales 3-4. En su segundo compromiso contra Francia, Peña repitió titularidad, por la derrota 3-1. En su tercer partido, Peña vio minutos como titular indiscutible contra Arabia Saudita, empatando el compromiso por 0-0, perdiendo la serie en penales por 3-2, quedando eliminados de la competición en fase de grupos. Costa Rica disputó un partido por el undécimo puesto, enfrentándose contra Catar, Ricardo ingresó al inicio de la segunda parte completamentaria por la derrota 2-4.

#### Participaciones internacionales
| Competición                              | Sede     | Resultado        | Partidos | Goles |
| ---------------------------------------- | -------- | ---------------- | -------- | ----- |
| Campeonato Sub-20 de la Concacaf de 2022 | Honduras | Cuartos de final | 4        | 0     |
| Torneo Maurice Revello de 2023           | Francia  | Fase de grupos   | 4        | 0     |

### Selección absoluta
El 11 de junio de 2023, se oficializó la convocatoria de Ricardo Peña para los partidos amistosos, y Copa de Oro de la Concacaf 2023, supliendo la baja de Youstin Salas por lesión, su llegada se daría finalizando la competición de la selección de Costa Rica sub-23 en el Torneo Maurice Revello de 2023. El 20 de junio, Ricardo debutó ante Ecuador, en el que ingresó al inicio de la segunda parte del compromiso, portando el dorsal catorce, el encuentro finalizó con la derrota 3-1. El 26 de marzo, Ricardo debutó en la Copa Oro contra la selección de Panamá en el que disputó 59 minutos por la derrota 1-2. Peña no vio minutos ante las selecciones de El Salvador, Guadalupe y los cuartos de final contra México quedando eliminados de la competición.

#### Participaciones internacionales
| Competición                     | Sede                    | Resultado        | Partidos | Goles |
| ------------------------------- | ----------------------- | ---------------- | -------- | ----- |
| Copa de Oro de la Concacaf 2023 | Estados Unidos · Canadá | Cuartos de final | 1        | 0     |

## Estadísticas

### Clubes
Actualizado al último partido jugado el 22 de septiembre de 2024.
| Club                              | Div.          | Temporada     | Liga  | Liga  | Liga   | Copas nacionales | Copas nacionales | Copas nacionales | Copas internacionales | Copas internacionales | Copas internacionales | Total | Total | Total  |
| Club                              | Div.          | Temporada     | Part. | Goles | Asist. | Part.            | Goles            | Asist.           | Part.                 | Goles                 | Asist.                | Part. | Goles | Asist. |
| --------------------------------- | ------------- | ------------- | ----- | ----- | ------ | ---------------- | ---------------- | ---------------- | --------------------- | --------------------- | --------------------- | ----- | ----- | ------ |
| F. C. Desamparados · Costa Rica   |               |               |       |       |        |                  |                  |                  |                       |                       |                       |       |       |        |
| 2.ª                               | 2019-22       | 37            | 4     | 9     | —      | —                | —                | —                | —                     | —                     | 37                    | 4     | 9     |        |
| Total club                        | Total club    | 37            | 4     | 9     | 0      | 0                | 0                | 0                | 0                     | 0                     | 37                    | 4     | 9     |        |
| Dynamo Malzenice · Eslovaquia     |               |               |       |       |        |                  |                  |                  |                       |                       |                       |       |       |        |
| 2.ª                               | 2023-24       | 3             | 0     | 0     | —      | —                | —                | —                | —                     | —                     | 3                     | 0     | 0     |        |
| Total club                        | Total club    | 3             | 0     | 0     | 0      | 0                | 0                | 0                | 0                     | 0                     | 3                     | 0     | 0     |        |
| F. C. Spartak Trnava · Eslovaquia |               |               |       |       |        |                  |                  |                  |                       |                       |                       |       |       |        |
| 1.ª                               | 2023-24       | —             | —     | —     | 1      | 0                | 0                | 1                | 0                     | 0                     | 2                     | 0     | 0     |        |
| Total club                        | Total club    | 0             | 0     | 0     | 1      | 0                | 0                | 1                | 0                     | 0                     | 2                     | 0     | 0     |        |
| Colorado Rapids 2 Estados Unidos  |               |               |       |       |        |                  |                  |                  |                       |                       |                       |       |       |        |
| 3.ª                               | 2024          | 24            | 1     | 0     | 2      | 0                | 0                | —                | —                     | —                     | 26                    | 1     | 0     |        |
| Total club                        | Total club    | 24            | 1     | 0     | 2      | 0                | 0                | 0                | 0                     | 0                     | 26                    | 1     | 0     |        |
| Total carrera                     | Total carrera | Total carrera | 64    | 5     | 9      | 3                | 0                | 0                | 1                     | 0                     | 0                     | 68    | 5     | 9      |
| 1. 2. Fuente:Transfermarkt        |               |               |       |       |        |                  |                  |                  |                       |                       |                       |       |       |        |